# Denis Terreyre
Denis Terreyre, né le 5 octobre 1756 à Clermont-Ferrand (Puy-de-Dôme), mort le 14 février 1823 dans la même ville, est un général français de la Révolution et de l’Empire.

## États de service
Il entre en service le 4 avril 1776, comme simple cavalier dans le régiment de la Reine, et il devient brigadier le 4 septembre 1781. Le 3 août 1784, il passe au régiment Royal-Normandie, il est nommé fourrier le 23 septembre 1784, et maréchal des logis le 1er mai 1788.
Du 16 août 1790 au 31 août 1790, il se trouve à l’Affaire de Nancy, et le 17 juin 1792, il suit son régiment à l’armée du Rhin avec le grade de sous-lieutenant. De 1793 à l’an II, il sert à l’armée de Sambre-et-Meuse, où il est nommé lieutenant le 16 septembre 1793, capitaine le 7 novembre 1793, chef d’escadron le 23 juin 1794, et chef de brigade le 30 juillet 1794 au 18e régiment de cavalerie, lequel devient le 24 septembre 1803, le 27e régiment de dragons.
En 1795, il participe au siège de Mayence, où il reçoit les félicitations du général Kléber, en raison de la brillante conduite de son régiment. En 1798, il rejoint l’armée d’Helvétie, puis il passe à l’armée d’Italie en 1799. Il est blessé d’un coup de feu au genou droit le 26 mars 1799, lors de la bataille de Vérone. Le 5 juillet 1800, il fait partie de l’armée de réserve à Dijon, puis en octobre 1800 de l’armée des Grisons, et en 1801, il est envoyé au corps d’observation de la Gironde à Bayonne. Il est fait chevalier de la Légion d’honneur le 11 décembre 1803 et officier de l’ordre le 14 juin 1804. En 1805, il fait la campagne d’Autriche au sein de la Grande Armée, et il est élevé au grade de commandeur de la Légion d’honneur le 25 décembre 1805.
Il est promu général de brigade le 14 novembre 1806, et il est admis à la retraite le jour même. Il est créé baron de l’Empire le 29 juin 1808.
Il meurt le 14 février 1823, à Clermont-Ferrand.

## Dotation
- Le 17 mars 1808, donataire d’une rente de 4 000 francs sur le Trasimène.

## Armoiries
| Figure | Nom du baron et blasonnement |
| ------ | --- |
|        | Armes du baron Denis Terreyre et de l'Empire, décret du 19 mars 1808, lettres patentes du 29 juin 1808, commandeur de la Légion d'honneur D'azur; au casque d'or; accosté de deux palmes du même; quartier des barons sortis de l'armée - Livrées : bleu, jaune et rouge. |

## Sources
- (en) « Generals Who Served in the French Army during the Period 1789 - 1814: Eberle to Exelmans »
- Thierry Pouliquen, « Les généraux français et étrangers ayant servis [sic] dans la Grande Armée » (consulté le 24 février 2015)
- « La noblesse d’Empire » (consulté le 24 février 2015)
- Vicomte Révérend, Armorial du premier empire, tome 4, Honoré Champion, libraire, Paris, 1897, p. 293.
- « Cote LH/2577/56 », base Léonore, ministère français de la Culture
- A. Lievyns, Jean Maurice Verdot, Pierre Bégat, Fastes de la Légion-d'honneur, biographie de tous les décorés accompagnée de l'histoire législative et réglementaire de l'ordre, tome 4, Bureau de l’administration, 1844, 640 p. (lire en ligne), p. 73.
- (pl) « Napoléon.org.pl »
- Georges Six, Dictionnaire biographique des généraux & amiraux français de la Révolution et de l'Empire (1792-1814), Paris : Librairie G. Saffroy, 1934, 2 vol., p. 488